# Meilleur entraîneur de l'année de Serie A
Le titre de meilleur entraîneur de Serie A (italien : Migliore allenatore) est un trophée annuel organisée par l'Associazione Italiana Calciatori (Association italienne des footballeurs) donné à l'entraîneur entrainant dans le championnat d'Italie ayant effectué les meilleures prestations. Ce trophée fait partie des « Oscar del calcio. »
À partir de 2011, les oscars du calcio sont remplacés par le Gran Galà del calcio AIC (it).

## Vainqueurs
| Année                    | Entraîneur           | Club             |
| ------------------------ | -------------------- | ---------------- |
| 1997                     | Marcello Lippi       | Juventus FC      |
| 1998                     | Marcello Lippi       | Juventus FC      |
| 1999                     | Alberto Zaccheroni   | AC Milan         |
| 2000                     | Sven-Göran Eriksson  | Lazio            |
| 2001                     | Carlo Ancelotti      | Juventus FC      |
| 2002                     | Luigi Delneri        | Chievo Vérone    |
| 2003                     | Marcello Lippi       | Juventus FC      |
| 2004                     | Carlo Ancelotti      | AC Milan         |
| 2005                     | Fabio Capello        | Juventus FC      |
| 2006                     | Luciano Spalletti    | AS Roma          |
| 2007                     | Luciano Spalletti    | AS Roma          |
| 2008                     | Cesare Prandelli     | Fiorentina       |
| 2009                     | José Mourinho        | Inter Milan      |
| 2010                     | José Mourinho        | Inter Milan      |
| Gran Galà del calcio AIC |                      |                  |
| 2011                     | Massimiliano Allegri | AC Milan         |
| 2012                     | Antonio Conte        | Juventus FC      |
| 2013                     | Antonio Conte        | Juventus FC      |
| 2014                     | Antonio Conte        | Juventus FC      |
| 2015                     | Massimiliano Allegri | Juventus FC      |
| 2016                     | Massimiliano Allegri | Juventus FC      |
| 2017                     | Maurizio Sarri       | SSC Naples       |
| 2018                     | Massimiliano Allegri | Juventus FC      |
| 2019                     | Gian Piero Gasperini | Atalanta Bergame |
| 2020                     | Gian Piero Gasperini | Atalanta Bergame |
| 2021                     | Gian Piero Gasperini | Atalanta Bergame |
| 2022                     | Stefano Pioli        | AC Milan         |

### Par club
| Club             | Entraîneurs | Total |
| ---------------- | ----------- | ----- |
| Juventus FC      | 5           | 11    |
| AC Milan         | 4           | 4     |
| Inter Milan      | 1           | 2     |
| AS Roma          | 1           | 2     |
| Atalanta Bergame | 1           | 2     |
| Chievo Vérone    | 1           | 1     |
| Fiorentina       | 1           | 1     |
| Lazio            | 1           | 1     |
| SSC Naples       | 1           | 1     |